# Giorgio Viscione
Giorgio Viscione (Roma, 26 marzo 1977) è un pilota motonautico italiano membro e, da novembre 2024, Presidente della Federazione Italiana Motonautica, riconosciuto dal Comitato olimpico nazionale italiano (CONI), dall'Union Internationale Motonautique (UIM).. Dal novembre 2016 imprenditore e Presidente della Commissione Italiana moto d'acqua.

## Biografia
È un pilota motonautico italiano attivo nella scena internazionale Union Internationale Motonautique dal 2006 al 2017. La sua lunga carriera ha spaziato tra le categorie Freestyle, Runabout ed Endurance, evidenziando una grande versatilità nel mondo delle corse d'acqua. Ha ottenuto 2 medaglie al valore atletico della CONI per i risultati agonistici sia a livello nazionale che internazionale. Dopo il ritiro dalle competizioni attive, ha continuato a dedicarsi al mondo del motonautismo. Nel 2010 fonda, insieme al fratello Giordano, la GigaPrint insieme al fratello. L'azienda offre servizi di stampa digitale e allestimenti grafici. Nel novembre del 2016 è stato nominato presidente della Commissione Italiana Moto d'Acqua. Nel luglio 2023, è diventato delegato alle Attività Sportive presso il Comune di Fiumicino.  

## Risultati sportivi
| Classificato | Categoria                    | Campionato |
| ------------ | ---------------------------- | ---------- |
|              |                              |            |
| 2006         |                              |            |
| 14           | Runabout Stock               | Italiano   |
| 2007         |                              |            |
| 6            | Runabout Stock 4T            | Italiano   |
| 17           | Runabout F3 EJSBA            | Europeo    |
| 14           | Runabout LTD                 | Italiano   |
| 8            | Runabout Stock               | Italiano   |
| 2008         |                              |            |
| 7            | Pro Runabout Super Stock UIM | Europeo    |
| 32           | RallyJet Runabout SS UIM     | Mondiale   |
| 11           | Runabout LTD                 | Italiano   |
| 3            | Runabout Stock               | Italiano   |
| 2009         |                              |            |
| 12           | Endurance SS F1 2T           | Europeo    |
| 10           | Runabout Pro UIM             | Europeo    |
| 12           | Runabout Stock 4T            | Italiano   |
| 15           | Runabout GP                  | Italiano   |
| 7            | Runabout Pro                 | Greco      |
| 2            | Runabout Stock 2T            | Italiano   |
| 2010         |                              |            |
| 29           | Runabout Pro F1 UIM          | Mondiale   |
| 8            | Runabout F1                  | Italiano   |
| 6            | Runabout F2                  | Italiano   |
| 2012         |                              |            |
| 10           | FreeStyle                    | Italiano   |
| 18           | Runabout F1                  | Italiano   |
| 13           | Runabout F2                  | Italiano   |
| 3            | Runabout F3                  | Italiano   |
| 11           | Supercampione Runabout       | Italiano   |
| 2013         |                              |            |
| 7            | Freestyle 800                | Italiano   |
| 6            | Freestyle Pro                | Italiano   |
| 15           | Runabout F1                  | Italiano   |
| 3            | Runabout F2                  | Italiano   |
| 2            | Runabout F3                  | Italiano   |
| 17           | Supercampione Runabout       | Italiano   |
| 2014         |                              |            |
| 8            | Freestyle 800                | Italiano   |
| 15           | Runabout F1                  | Italiano   |
| 11           | Runabout F2                  | Italiano   |
| 1            | Runabout F3                  | Italiano   |
| 2015         |                              |            |
| 12           | Runabout F1                  | Italiano   |
| 14           | Runabout F2                  | Italiano   |
| 2016         |                              |            |
| 9            | Freestyle 800                | Italiano   |
| 7            | Freestyle Pro                | Italiano   |
| 5            | Runabout F1                  | Italiano   |
| 3            | Runabout F2                  | Italiano   |
| 2017         |                              |            |
| 3            | Runabout F1                  | Italiano   |
| 3            | Runabout GP2 UIM             | Mondiale   |

## Palmarès
- Campionato Italiano Moto D'Acqua, Runabout F3

 Bronzo nel 2014 (Numero di Brevetto 32734)
- Campionato Mondiale Moto D'Acqua, Runabout GP2

 Argento nel 2017 (Numero di Brevetto 7444)